# Melody (chanteuse belge)
Pour les articles homonymes, voir Melody.
Melody, nom d’artiste de Nathalie Lefebvre, née le 20 janvier 1977 à Renaix (Ronse) en Belgique, est une chanteuse belge francophone.

## Biographie
Découverte par Jean-Pierre Millers, qui l'a produite avec Orlando, le frère de Dalida, elle se classe dans les sommets du Top 50 en 1989 avec le titre Y'a pas que les grands qui rêvent (n°2 au Top 50 durant 4 semaines, Grand Prix de la Sacem 1989). La chanson, écrite par Jean-Pierre Millers et Guy Carlier, se classe à la deuxième place des meilleures ventes en France. Plusieurs succès sont à l'actif de l'adolescente d'alors : Chariot d'étoiles, Le Prince du roller ou Mamie.
Un album paraît en 1991, Danse ta vie, mais ne rencontre pas le succès escompté. La réédition de cet album en 1993, augmentée de deux inédits, passa inaperçue.
Melody s'est mariée en juillet 2004 et a un fils. Guy Carlier l'évoque dans son livre J'vous ai apporté mes radios : Lettres et chroniques. On y trouve également l'histoire de sa rencontre avec Melody et les débuts de la chanteuse.

## Chansons
- Y'a pas que les grands qui rêvent (Guy Carlier - Jean-Pierre Millers, 1989 / Carrère-Orlando)
- Chariot d'étoiles (Jean-Marie Moreau - Jean-Pierre Millers, 1990 / Carrère-Orlando)
- Le Prince du roller (Jean-Marie Moreau - Jean-Pierre Millers, 1990 / Carrère-Orlando)
- Mamie (Jean-Marie Moreau - Jean-Pierre Millers, 1991 / Carrère-Orlando)
- Danse ta vie (1991)
- Avoir 15 ans (1991)
- Djami (1991)
- Laissez moi partir (1991)
- La Passoire à mensonges (1991)
- Adolescence (1991)
- Mon cœur (1992)
- Une flèche en plein cœur (1993)
- Métamorphose
- Envie de tout

## Discographie
- Danse ta vie (12 titres). CD Carrère 090317484. 1991, France
- Une flèche en plein cœur (12 titres). CD BMG 3377767027623. 1993, France